# Contea di Douglas (Nevada)
La contea di Douglas, in inglese Douglas County, è una contea dello Stato del Nevada, negli Stati Uniti. La popolazione al censimento del 2000 era di 51 770 abitanti. Il capoluogo di contea è Minden.

## Geografia fisica
La contea si trova nella parte occidentale del Nevada. L'U.S. Census Bureau certifica che l'estensione della contea è di 1911 km², di cui 1838 km² composti da terra e i rimanenti 73 km² composti di acqua.
Si estende da Carson Valley alla Sierra Nevada. Nella contea si trova parte del lago Tahoe. Il centro più importante è Carson City, nel nord.

### Contee confinanti
- Carson City - nord
- Contea di Lyon - est
- Contea di Mono (California) - sud-est
- Contea di Alpine (California) - sud
- Contea di El Dorado (California) - ovest
- Contea di Placer (California) - nord-ovest

## Storia
La contea fu creata nel 1861 ed è una delle contee originarie del Nevada. Deve il suo nome a Stephen A. Douglas.
Il primo insediamento stabile dello Stato, creato nel 1851, fu Mormon Station, rinominato Genoa nel 1855.

## Comuni
Nella contea non ci sono towns e cities. Ci sono solo i seguenti census-designated places:
- Carter Springs
- Double Spring
- East Valley
- Fish Springs
- Gardnerville
- Gardnerville Ranchos
- Genoa
- Glenbrook
- Indian Hills
- Johnson Lane
- Kingsbury
- Lakeridge
- Logan Creek
- Minden (capoluogo)
- Round Hill Village
- Ruhenstroth
- Skyland
- Stateline
- Topaz Lake
- Topaz Ranch Estates
- Zephyr Cove

## Strade principali
- U.S. Route 50
- U.S. Route 395
- Nevada State Route 28
- Nevada State Route 88